# Феодор II Ласкаріс
Феодор II Ласкаріс (грец. Ἰωάννης Γ' Δούκας Βατάτζης, 1221, Нікея — 18 серпня 1258 р.) — імператор Нікейської імперії з 1254 до 1258 року.
Феодор був сином імператора Іоанна III. Прийнявши владу Феодор зараз же почав війну проти болгар які напали на Фракію. Війна була рівна з обох сторін і за умовами миру, межі обох держав залишилися майже без змін, хоча болгари і отримали Фракію. За характером імператор був гарячий у всіх відносинах і для своїх чиновників він був володарем важким і суворим. Феодор не мав твердості свого батька, але відрізнявся в усьому швидкістю і великодушністю.
Незабаром після сходження на престол він мав тяжку хворобу, так що він часто під час її нападів падав на підлогу. Ця хвороба не дала значною мірою повністю розкрити його потенціал правителя. Епілепсійні припадки імператора привели його до смерті 18 серпня 1258 року, залишивши Георгія Муцалона регентом при малолітньому синові Іоанну IV Ласкарісу